# Ochroma pyramidale
La balsa (Ochroma pyramidale (Cav. ex Lam.) Urb., 1920) è un albero della famiglia Malvaceae (sottofamiglia Bombacoideae), diffuso in America centro-meridionale. È l'unica specie del genere Ochroma.
Il suo legno è il legno più leggero conosciuto al mondo (densità 150–160 kg/m³) ed è impiegato per la costruzione di aeromodelli. Nonostante il basso peso specifico, ha una resistenza alla compressione di oltre 100 kg/cm² ottenibile grazie alla struttura alveolare del legno stesso: ha dei canali linfatici molto grandi che permettono all'albero una velocissima crescita (in 5 anni una pianta è matura per l'abbattimento).

## Descrizione

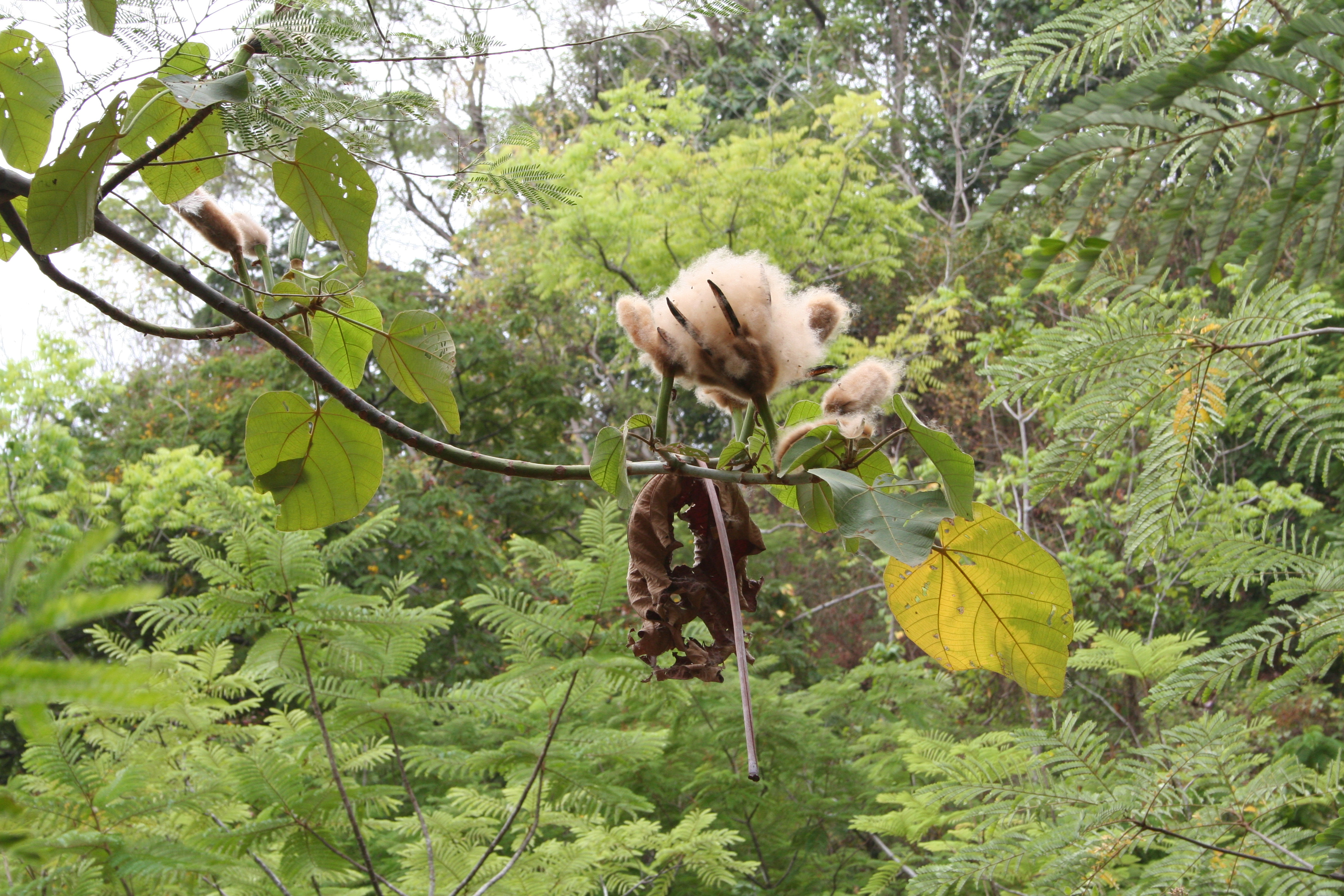
Foglie e frutto

È un albero sempreverde, con tronco eretto, cilindrico, alto da 15 a 35 m, con un diametro da 20 a 60 cm.

La corteccia è liscia con cicatrici lineari protuberanti, di colore grigiastro.

La chioma è arrotondata e irregolare, con foglie disposte a spirale, lunghe sino a 35 cm, cuoriformi, con nervature evidenti e margine intero.

I fiori sono grandi, solitari, actinomorfi, larghi 10–15 cm, profumati, con calice rosso e petali giallo pallido con bordi rossastri.

I frutti sono capsule larghe da 15 a 25 cm, nere a maturazione, deiscenti, suddivise in 5 spicchi dopo l'apertura. Al pari di altri frutti delle Bombacaceae contengono una fibra cotonosa in cui sono dispersi numerosi semi di piccole dimensioni.

## Distribuzione e habitat
La specie è diffusa nella fascia tropicale del continente americano, dal Messico, attraverso il Centroamerica e le Antille, sino alla Colombia, il Venezuela, l'Ecuador, il Brasile, la Bolivia e il Perù.
Il suo habitat tipico è la foresta pluviale da 300 a 1000 m di altitudine.

## Ecologia
Nonostante i fiori dell'albero di balsa richiamino una grande quantità di api, attirate dall'abbondante polline, gli insetti sembrano giocare un ruolo minore nella impollinazione di questa specie.

I fiori si schiudono all'imbrunire e producono una abbondante quantità di nettare (circa 9400 microlitri per notte); questo dato ha fatto a lungo ritenere che i pipistrelli nettarivori svolgessero un ruolo primario nel processo di impollinazione. Studi recenti tuttavia suggeriscono che il ruolo di impollinatori primari spetti ad alcuni mammiferi arboricoli dalle abitudini notturne o crepuscolari come gli opossum lanosi (Caluromys spp.), gli olingo (Bassaricyon spp.), il kinkajou (Potos flavus) e il cebo cappuccino (Cebus capucinus). È inoltre stato citato come potenziale impollinatore il coati dal naso bianco (Nasua narica), un carnivoro terricolo della famiglia dei Procyonidae in grado di arrampicarsi sugli alberi, che non disdegna di integrare la sua dieta con il nettare di questa specie.
Il legno di balsa è estremamente leggero e scarsamente resistente alla trazione (quindi alla flessione), tale caratteristica sarebbe deleteria in ambiente forestale originale per applicazione degli enormi carichi recati da piante epifite (non parassite, ma viventi sugli alberi, soprattutto muschi, Bromeliaceae, Orchidaceae. Tali carichi provocherebbero l'abbattimento precoce di una pianta che non sia molto robusta. La pianta di balsa invece resiste a tali condizioni evitando direttamente tali carichi per mezzo della Mirmecofilia. Tale caratteristica di simbiosi con specie di formiche che dipendono totalmente dall'albero (sono nutrite dall'albero, e ne sono alloggiate all'interno), permette il mantenimento dell'albero in condizioni di perfetta "pulizia" cioè in assenza di qualsiasi carico aggiuntivo, sovravegetazione o attacco. Le formiche percorrono continuamente ed in un numero enorme la superficie dell'albero, rimuovendo ogni minima intrusione seme o frammento. La veloce crescita, in breve tempo, con legno leggerissimo, permette invece il rapido raggiungimento degli strati alti della foresta, illuminata dal sole.
Gli alberi sono facilmente individuabili anche a distanza per il loro aspetto "pulito", la mirmecofilia è stata scoperta in modo facile dagli esseri umani, dato che questi ultimi sono ferocemente attaccati in massa dalle formiche, quando provano a salire sui loro alberi. Le formiche difendono i loro alberi da tutto quello che non sia la propria colonia (di formiche), ed integralmente "l'albero", e quindi anche gli esseri umani sono rilevati come "estranei", esattamente come gli insetti dannosi, o i muschi.
Le foglie e i fusti delle piante di O. pyramidale producono dei corpuscoli lipidici noti come pearl bodies che vengono utilizzati come nutrimento da alcune specie di formiche.

## Uso nel modellismo

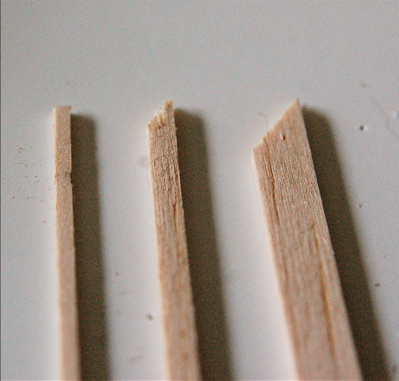
Legno di balsa, utilizzato in modellismo

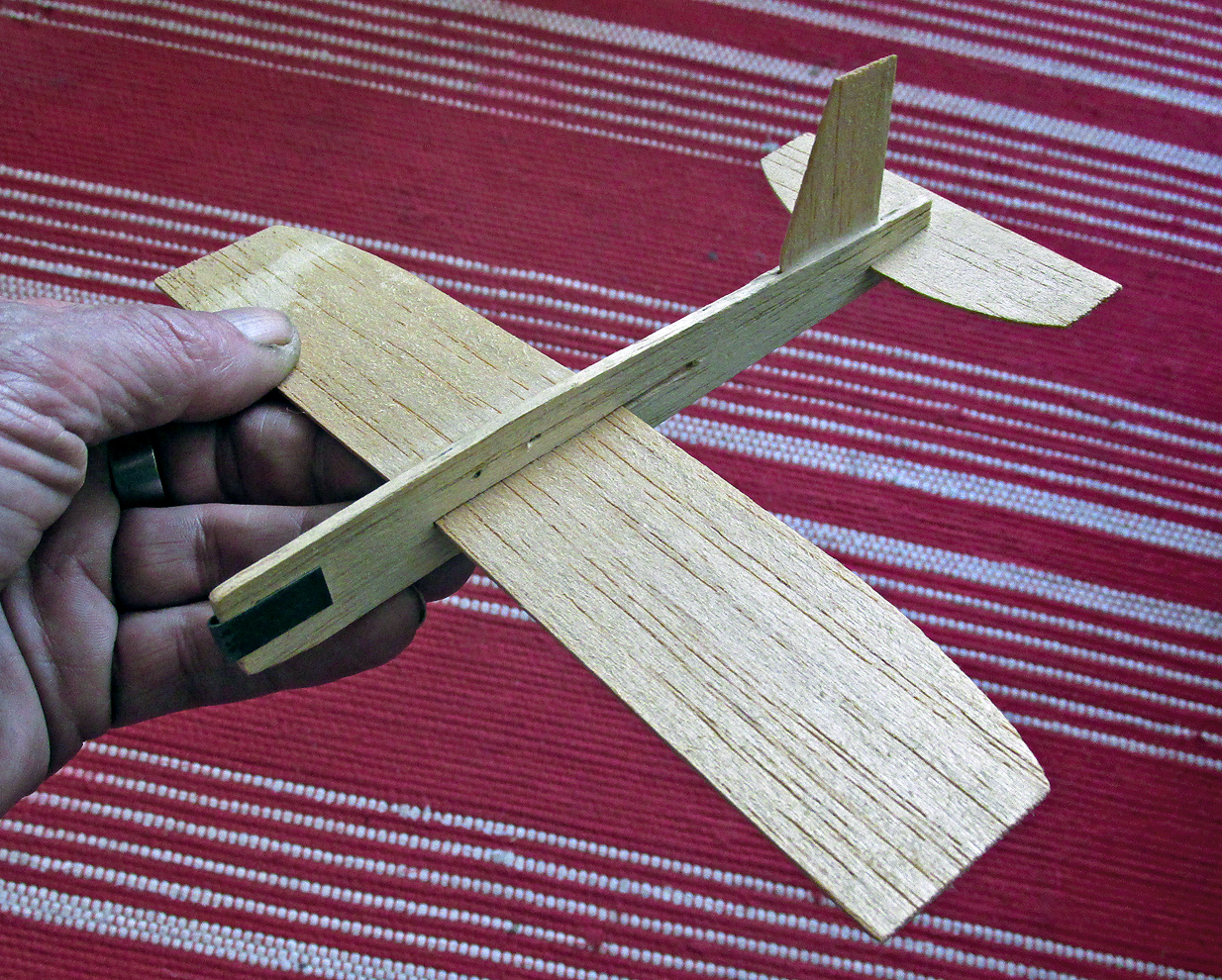
Aeromodelli di balsa.

Il legno di balsa per modellismo si può reperire di tre tipologie: duro, medio e leggero. Quello duro (più scuro) si usa per realizzare elementi strutturali portanti (profili e longheroni), quello medio (rosato) per i rivestimenti, solitamente in tavolette o listelli sottili, mentre quello leggero (giallo/bianco) si usa per riempimenti, essendo il più leggero e friabile.
Il legno di balsa è facilmente lavorabile con gli attrezzi del modellista, traforo, cutter (tagliabalsa appunto), e carteggiabile con carta vetrata di varie finezze.
Il legno di balsa duro è più fibroso, e va utilizzato esclusivamente nel senso delle venature, perché nell'altra direzione si frattura facilmente. Il legno di balsa medio si usa in spessori sottili, e può essere composto in strati incollati con venature incrociate per maggior robustezza. Il legno di balsa leggero è spugnoso e friabile, e va maneggiato con cura in quanto si ammacca facilmente anche per eccessiva pressione delle dita.

## Note

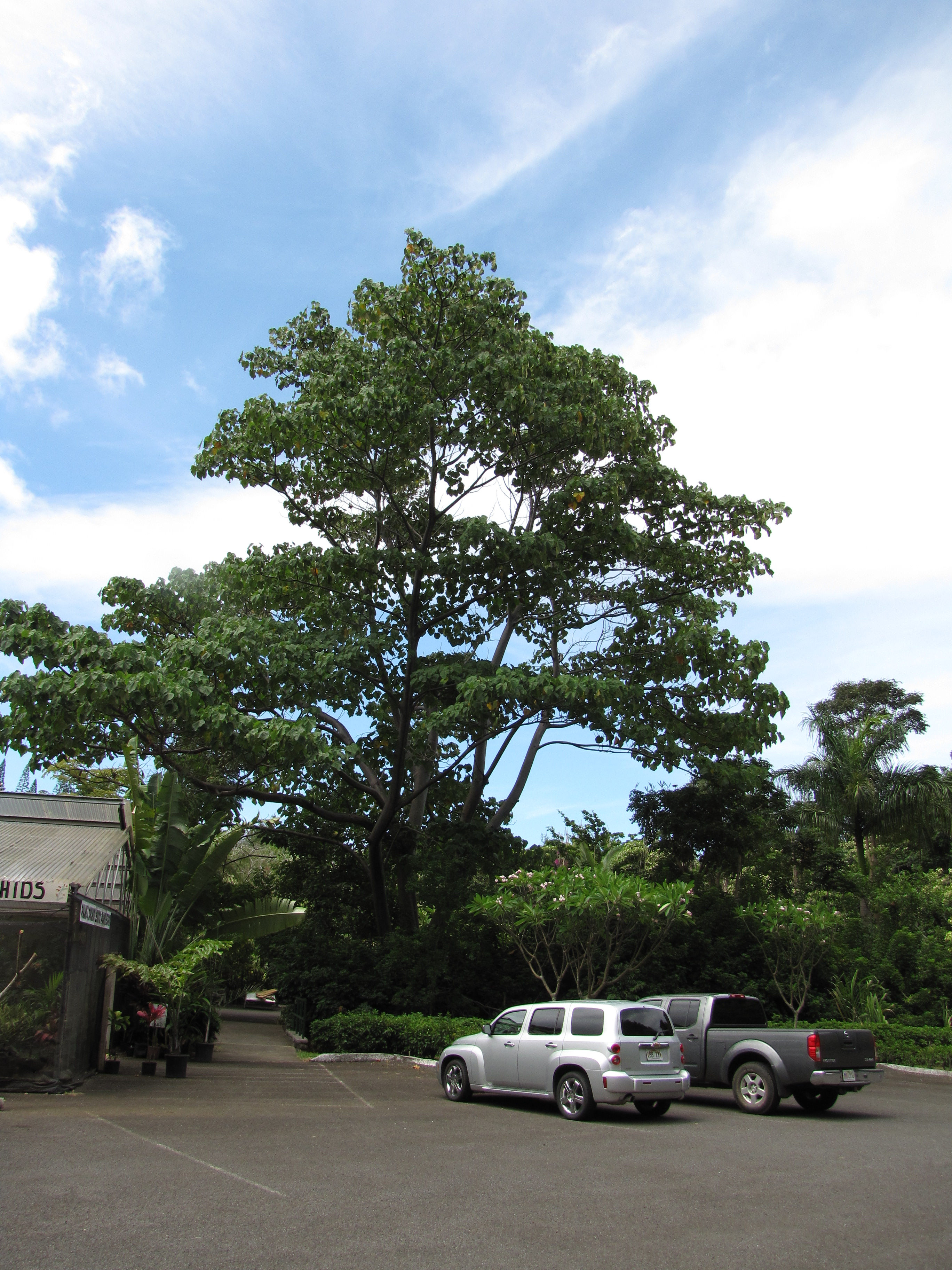
Albero di Ochroma pyramidale